# Tahyna Tozzi
Tahyna Valentina Tozzi (ur. 24 kwietnia 1986 w Cronulla k. Sydney) – australijska modelka, piosenkarka i aktorka, znana z serialu telewizyjnego Na wysokiej fali.
Dorastała w Sydney z włoskim ojcem, duńską matką i młodszą siostrą Cheyenne. Zdobyła czarny pas i jest narodową mistrzynią Australii kobiet w karate, w stylu shōtōkan.

## Rys biograficzny
Tahyna Tozzi urodziła się 24 kwietnia 1986 w plażowym przedmieściu Sydney o nazwie Cronulla. Uczęszczała do miejscowego liceum, Woolooware High School. Ma młodszą siostrę Cheyenne Tozzi, która jest modelką. Starsza Tozzi gra na gitarze, pianinie, saksofonie i na perkusji. Uprawia balet, hip-hop i funk, dzięki szkoleniu w Brent Street Studios.
W 2003 ukończyła liceum w tym klasy dramatu i muzyki.
Obecnie jest profesjonalną modelką, aktorką i piosenkarką. Uważa, że jej najlepszą rolą dotychczas jest Perri Lawe w serialu telewizyjnym "Na wysokiej fali". Pojawiła się w Australian Girl Magazine.
Obecnie mieszka w Los Angeles (2007).

## Filmografia
- Na wysokiej fali "Blue Water High" jako Perri Lawe (27 epizodów, 2005-2006)
- X-Men Geneza: Wolverine jako Emma Frost (2009)
- Needle (Igła) jako Mary (2010)